# 지재옥
지재옥(池在玉, 1988년 9월 4일 ~ )은 전 KBO 리그 넥센 히어로즈의 포수이자, 현재 KBO 리그 상무 야구단의 타격코치이다.

## 선수 시절

### 아마추어 시절
동의대학교 시절 당시 1년 선배이자 친구인 윤지웅과 배터리를 이루었다. 그는 사실 왼손잡이인데 포수 포지션을 소화하기 위해 우투를 선택했다고 한다.

### 넥센 히어로즈시절
2011년 9월 9일에 계약금 5,500만원, 연봉 2,400만원의 조건으로 입단 계약을 체결했다. 2012년 5월 29일 타격 부진에 빠진 허도환을 대신해 1군에 올라와 SK 와이번스를 상대로 데뷔 첫 경기를 치렀고, 경기에서 3타수 1안타를 기록했다. 2012년 6월 3일 롯데 자이언츠를 상대로 데뷔 첫 홈런, 타점을 기록했다. 2012년 시즌 29경기에 출전해 타율 0.120, 6안타(1홈런), 3타점을 기록했고, 2013년 시즌 18경기에 출전해 타율 0을 기록했다.

### 상무 야구단시절
2013년에 입단하였다.

### 넥센 히어로즈복귀
2015년에 복귀하였다.

## 야구선수 은퇴 후
2017년부터 상무 야구단의 배터리코치로 활동했다.

## 출신 학교
- 순천북초등학교
- 순천이수중학교
- 순천효천고등학교
- 동의대학교